# آرزو (فیلم ۱۹۹۹)
آرزو (به هندی: Aarzoo) فیلمی محصول سال ۱۹۹۹ و به کارگردانی لورنس دی سوزا است. در این فیلم بازیگرانی همچون آکشی کومار، مادهوری دیکشیت، سیف علی خان، پارش راوال، آمریش پوری، لاکسیمیکانت برد، موکش ریشی، آریونا ایرانی، ریما لاگو ایفای نقش کرده‌اند.